# Municipio de Washington (condado de Whitley)
El municipio de Washington (en inglés: Washington Township) es un municipio ubicado en el condado de Whitley en el estado estadounidense de Indiana. En el año 2010 tenía una población de 1281 habitantes y una densidad poblacional de 13,93 personas por km².

## Geografía
Según la Oficina del Censo de los Estados Unidos, tiene una superficie total de 91.94 km², de la cual 91,84 km² corresponden a tierra firme y (0,11 %) 0,1 km² es agua.

## Demografía
Según el censo de 2010, había 1281 personas residiendo. La densidad de población era de 13,93 hab./km². De los 1281 habitantes, estaba compuesto por el 97,35 % blancos, el 0,55 % eran afroamericanos, el 0,16 % eran amerindios, el 0,08 % eran asiáticos, el 0,78 % eran de otras razas y el 1,09 % eran de una mezcla de razas. Del total de la población el 1,64 % eran hispanos o latinos de cualquier raza.